# Castoro Sei
Le Castoro Sei est un navire semi-submersible de travaux pour le plus grand fournisseur de services offshore italien Saipem, ancienne filiale de la société énergétique Eni. Le navire, qui a été construit entre 1975 et 1978 par le chantier naval italien Fincantieri à Trieste, navigue sous le pavillon de complaisance des Bahamas, enregistré au port de Nassau. 

## Structure et technologie

### Coque et entraînement
Comme beaucoup de grands navires de travail de l'industrie offshore, le Castoro Sei est conçu comme un navire semi-submersible, ce qui signifie qu'il est capable de faire varier son tirant d'eau par inondation contrôlée des ballasts. Le tirant d'eau, qui est d'environ 9,5 m à vide, est porté à 15,5 m pour les travaux, ce qui augmente sa stabilité. Le pont de travail est situé à environ 30 m au-dessus du bord inférieur des deux corps flottants avec lesquels il est relié par dix colonnes.

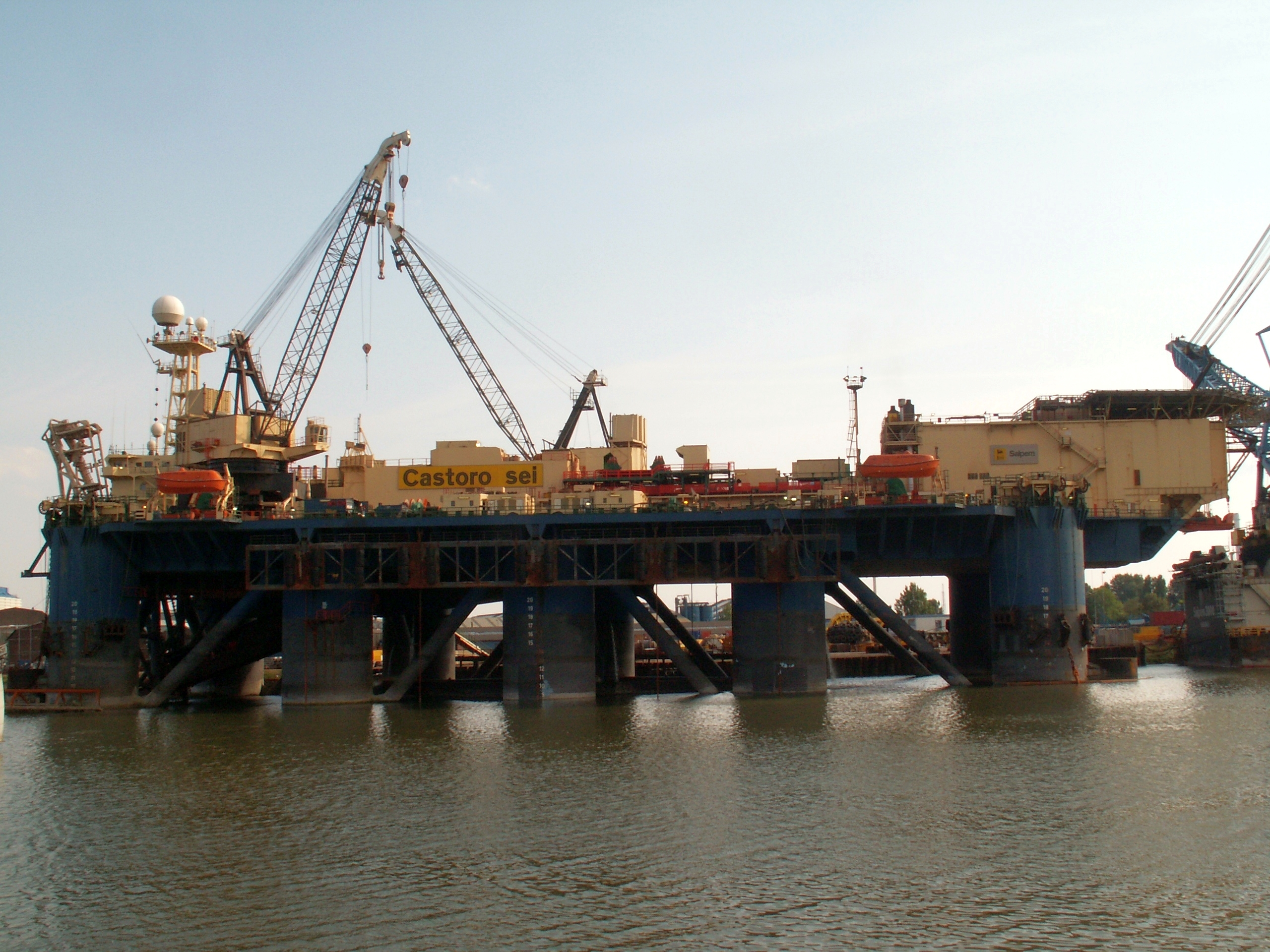
Castoro Sei

Le Castoro Sei utilise un entraînement diesel-électrique pour la locomotion et le positionnement. Le navire est propulsé par quatre hélices pivotantes (hélices radiales Voith) d'une puissance totale de 8.240 kilowatts, qui tirent leur énergie électrique de huit générateurs de 4.500 kilovoltampères chacun. Les générateurs sont entraînés par huit moteurs diesel d'une puissance totale de 23.600 kW. 
Douze ancres de 25 tonnes sont utilisés pour l'ancrage, qui sont attachés à des câbles en acier de 3000 m de long et d'un diamètre de 76 mm. Les treuils d'ancre atteignent une force de traction de 124 tonnes.

### Pose de pipelines et autres équipements
Les pipelines sont posés, selon la méthode S-Lay, et peuvent atteindre jusqu'à un diamètre de 1,5 m (60 pouces). Les trois tendeurs atteignent une force de traction de 110 tonnes chacun. Le soudage, le contrôle des cordons de soudure au moyen de contrôle non destructif des matériaux et le revêtement des cordons de soudure en matière plastique sont effectués sur jusqu'à neuf postes de travail.

### Hébergement et pont d'hélicoptère
Le module de vie offre un espace pour un maximum 330 personnes. Le logement est conforme aux normes de sécurité internationales et propose, en plus des cabines, des espaces de détente, des bureaux, une infirmerie, une cafétéria, un cinéma et un centre de fitness. L'hélipad est approuvé pour les hélicoptères jusqu'à la taille du Sikorsky S-61.

### Spécifications techniques
- Hauteur du plateau de travail: 29,8 m
- Capacité de charge totale du pont: 3.600 tonnes
- Surface de stockage des canalisations: 1.195 m²
- Autre surface de pont: 1.525 m²

### Missions
Castoro Sei a été utilisé pour poser un certain nombre de conduits dans la mer Méditerranée et la mer du Nord, y compris le Trans-Mediterranean Pipeline, Greenstream, Medgaz , Blue Stream, Nord Stream, Zohr et le Gazoduc trans-adriatique.